# Gandhari (Mythologie)

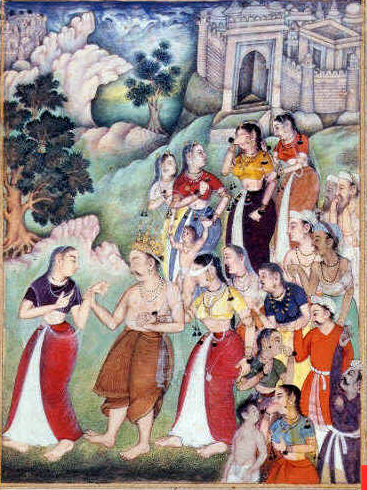
Gandhari, Dhritarashtra und Kunti verlassen Hastinapur und ziehen sich in die Wälder zurück. Miniatur in einer Handschrift des Razmnama, der Persischen Übersetzung der Mahabharata, 1598

Gandhari (Sanskrit गान्धारी gāndhārī) ist eine Figur der indischen Mythologie, im Mahabharata erscheint sie als Mutter der Kauravas, die hundert Söhne des Dhritarashtra.
Sie ist die Tochter von Subala, dem König von Ghandara, und die Frau des Dhritarashtra, dem blinden König von Hastinapur. Ihre Verbundenheit mit ihrem Mann drückt sie dadurch aus, dass sie immer eine Augenbinde trägt und damit wie er nichts sehen kann. Ihr Schwiegervater, der Rishi Vyasa, bietet ihr einen Segen an, worauf sie sich hundert Söhne wünscht. Bald darauf wird sie schwanger. Ihre Schwangerschaft dauert über zwei Jahre an und schließlich gebiert sie einen großen Fleischklumpen. Vyasa lässt sie den Klumpen zerteilen und die Teile in 101 Gefäße mit Ghee geben, die versiegelt und für ein Jahr vergraben werden. Als das erste Gefäß geöffnet wird, befindet sich in ihm Duryodhana, in den anderen die restlichen Söhne. In einem der Gefäße findet sich die einzige Tochter Dushala.
Nachdem Duryodhana den Thron an sich gerissen hat, beginnt er einen Krieg mit den Pandavas, den Neffen Gandharis. In der Schlacht zu Kurukshetra werden alle Kauravas getötet. Gandhari zieht sich mit Dhritarashtra, dessen Halbbruder Vidura und Kunti, der Mutter der Pandavas in die Wälder zurück, wo sie nach sechs Jahren bei einem Waldbrand ums Leben kommt.